# Kathedrale von Santiago del Estero

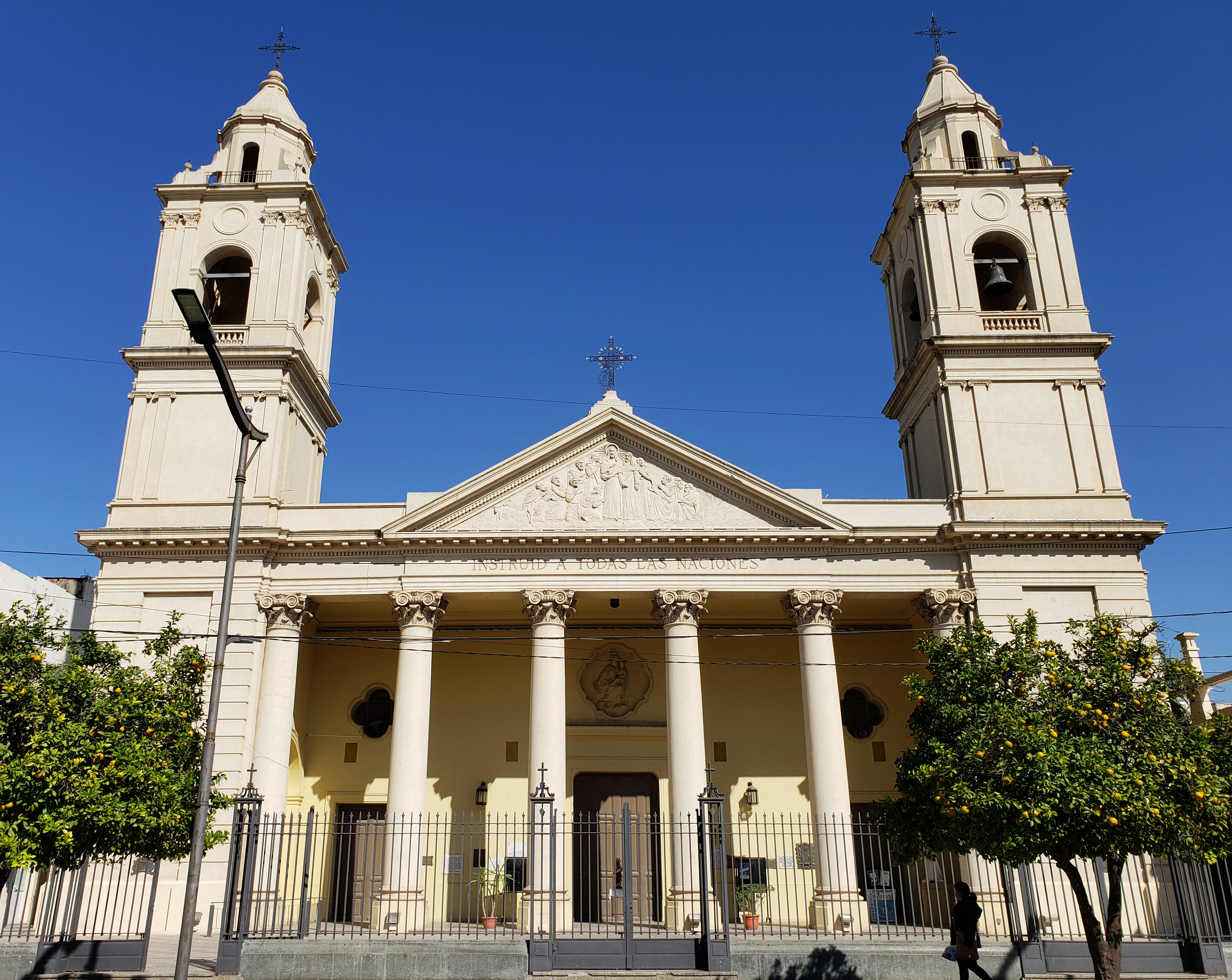
Kathedrale von Santiago del Estero

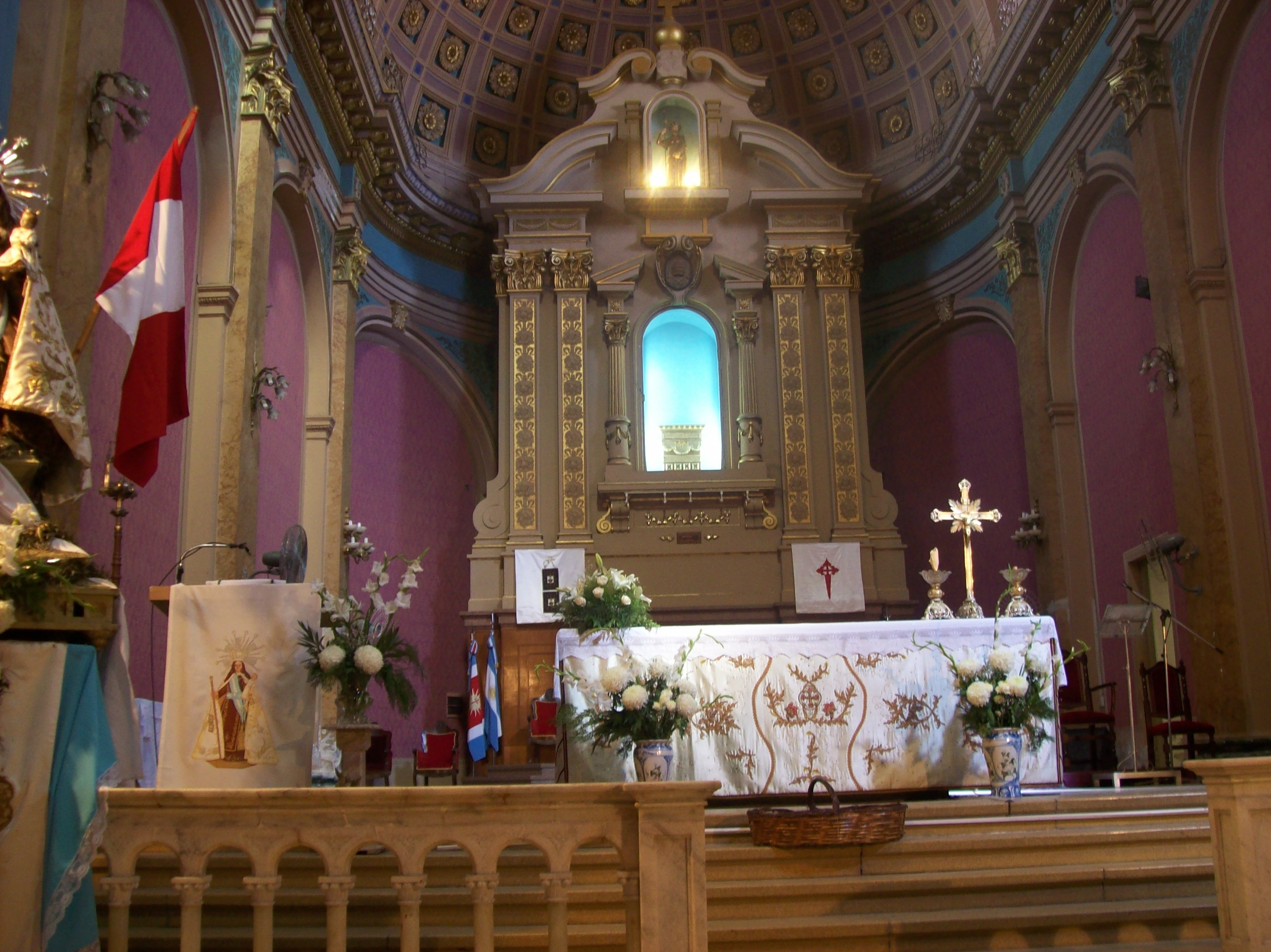
Altarraum

Die Kathedrale von Santiago del Estero oder die Kathedralbasilika Unserer Lieben Frau vom Berge Karmel (spanisch Catedral Basílica Nuestra Señora del Carmen) ist eine römisch-katholische Kirche in Santiago del Estero, Hauptstadt der gleichnamigen Provinz und Sitz des gleichnamigen Erzbistums im nördlichen Argentinien. Die Kathedrale mit dem Patrozinium Unserer Lieben Frau auf dem Berge Karmel trägt die Titel einer Basilica minor und eines Nationalen Historischen Monuments.

## Lage
Die ungefähr 300.000 Einwohner zählende Provinzhauptstadt Santiago del Estero liegt ca. 1050 km (Fahrtstrecke) nordwestlich von Buenos Aires in einer Höhe von ca. 180 m. Die Kathedrale befindet sich inmitten der Stadt an der Plaza Liberdad.

## Geschichte
Der Bau der ersten Kirche der Stadt wird in der Regierungszeit Philipp II. um 1565 vermutet, der Standort ist unklar. Mit Schaffung des ersten Bistums im heutigen Argentinien durch Papst Pius V. am 14. Mai 1570 wurde die Kirche mit der Ankunft von Francisco de Victoria im Jahr 1581 zur Kathedrale erhoben. Das zweite von inzwischen fünf Gebäuden wurde 1612 fertiggestellt, brannte aber schon 1615 ab. Der dritte Bau konnte bereits am 30. Januar 1617 geweiht werden, dieser wurde bei einer Überschwemmung im Jahr 1627 verwüstet. Nunmehr am heutigen Standort wurde bis 1686 die vierte Kathedrale errichtet. 1817 wurde diese durch ein Erdbeben zusammen mit der Stadt in Trümmer gelegt. Am 13. Januar 1877 wurde die heutige Kathedrale als fünfte der Stadt fertiggestellt und geweiht. Die Arbeiten an der klassizistischen Kirche mit zwei Glockentürmen (campanarios) wurden von Agustín und Nicolás Cánepa im Auftrag des Gouverneurs Don Manuel Taboada durchgeführt, der in der Kathedrale bestattet wurde.

## Architektur
Die Fassade der Kathedrale wird bestimmt durch einen zwischen den beiden Glockentürmen, die jedoch – trotz der aufsitzenden Laternen – geringfügig kleiner sind als die Vierungskuppel, befindlichen Portikus. Das Innere der Kirche ist dreischiffig; die Vierungskuppel ruht auf einem hohen, durch vier große Fenster belichteten Tambour und hat überdies eine aufgesetzte Laterne.

## Ausstattung
Das Bild vor dem Hauptaltar wurde im Jahr 1942 von Luis Frías gestiftet und stammt aus Lima. Weitere erwähnenswerte Elemente sind das Bild vom Apostel Jakobus der Ältere, der Onyx-Altar des Allerheiligsten Sakraments und der Altar Santiagueño, der Repliken des Herrn von Mailin, Unserer Lieben Frau vom Trost von Sumampa und des einheimischen Cruz de Matara enthält. Die Orgel stammt vom deutschen Hersteller E.F. Walcker & Cie. Ludwigsburg aus dem Jahr 1931.
In der Kirche sind die sterblichen Überreste der Bischöfe Yañez und Weimann sowie des im Jahr 1971 verschwundenen Kapitularvikars Monsignore Francisco Dubrovich beigesetzt.